# شهرستان یوما (کلرادو)
شهرستان یوما، کلرادو (به انگلیسی: Yuma County, Colorado) یک سکونتگاه مسکونی در ایالات متحده آمریکا است که در کلرادو واقع شده‌است.

## خصوصیات
شهرستان یوما ۶٬۱۳۵٫۷۲ کیلومترمربع مساحت دارد.